# Jorge Elich
Jorge Elich (1999) es un domador de leones español que obtuvo en 2008 el récord Guinness por ser el domador más joven del mundo.

## Trayectoria
Elich es el más joven de los seis hermanos de una familia de domadores y de profesionales del mundo circense.
Desde los cinco frecuentaba a las fieras del circo familiar, entrando con sus hermanos en las jaulas, cuando los hijos de esta familia de domadores empezaron a tomar el relevo de su padre en lo que a doma de fieras se refiere.
Con ocho años, en enero de 2008, Elich obtuvo el récord del Libro Guinness de los récords, por ser el domador más joven del mundo.